# Burcht
Burcht est une section de la commune belge de Beveren-Kruibeke-Zwijndrecht située en Région flamande dans la province de Flandre-Orientale. C'était une commune à part entière avant la fusion des communes de 1977. 
Le 31 mars 1923, la commune de Burcht, comme celle de Zwijndrecht, fut détachée de la province de Flandre-Orientale pour être intégrées à la province d'Anvers, avant de retourner en Flandre-Orientale en 2025. 

## Démographie

### Évolution démographique
- Sources : INS, Rem. : 1831 jusqu'en 1970 = recensements, 1976 = nombre d'habitants au 31 décembre[2].

## Personnalités
- L'escrimeur Paul Anspach (1882-1981), double champion olympique en 1912, est natif de Burcht.
- Charles Van Goethem, bourgmestre de Burcht[3]
- Paul K.M.G. Van Goethem, bourgmestre de Burcht, de 1947 à 1976[4]